# Grand-Camp (Eure)
Grand-Camp è un comune francese di 455 abitanti situato nel dipartimento dell'Eure nella regione della Normandia.

## Società

### Evoluzione demografica
Abitanti censiti